# Ferdinand Mayer (Politiker)
Ferdinand Mayer (* 20. Mai 1916 in Sitzendorf an der Schmida; † 8. Oktober 1991 ebenda) war ein österreichischer Politiker (ÖVP) und Landwirt. Er war von 1956 bis 1962 Abgeordneter zum Österreichischen Nationalrat.

## Leben
Mayer besuchte nach der Volksschule die landwirtschaftliche Fortbildungsschule und war in der Folge als Landwirt tätig.

## Politik
Am 7. Februar 1939 beantragte er die Aufnahme in die NSDAP und wurde zum 1. Januar 1940 aufgenommen (Mitgliedsnummer 8.499.476).
Mayer war lokalpolitisch zwischen 1955 und 1980 als Bürgermeister von Sitzendorf an der Schmida aktiv und innerparteilich als Bezirksparteiobmann der ÖVP Hollabrunn engagiert. Zudem vertrat er zwischen dem 18. Juni 1956 und dem 14. Dezember 1962 die ÖVP im Nationalrat. 